# Hayden Panettiere
Hayden Lesley Panettiere (nascuda el 21 d'agost de 1989) és una actriu i cantant estatunidenca. Va començar a actuar en anuncis de televisió de ben petita (11 mesos) i ràpidament es va fer popular pel personatge de Sheryl Yoast al programa de Remember the Titans de la Disney i posteriorment un dels papers principals de la sèrie de televisió Herois de l'NBC.

## Biografia
Panettiere va néixer i créixer al poble de Palisades, on encara resideix actualment. És filla de Lesley R. Vogel (actriu) i Alan L. "Skip" Panettiere (bomber), i té un germà més petit anomenat Jansen que també és actor. Va estudiar a l'escola de South Orangetown Middle School de Nova York però va finalitzar l'institut estudiant des de casa i va posposar els estudis superiors per dedicar-se a la interpretació, tot i que ha expressat el seu desig de continuar estudiant.

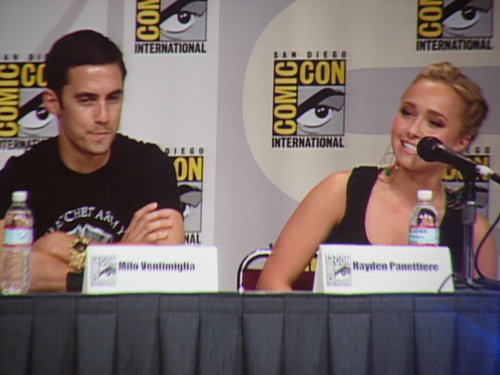
Panettiere amb el seu company de rodatge a Herois Milo Ventimiglia.

Tot i la seva joventut, Panettiere ha estat relacionada sentimentalment amb diversos actors. L'any 2006 va ser xicota de Stephen Colletti però la parella va tallar al cap d'un any. A finals del 2007 es va publicar la seva relació amb Milo Ventimiglia, company de rodatge a la sèrie de televisió Herois. Tot i que inicialment ho van desmentir ambdós en diverses entrevistes, al cap d'uns quants mesos, en una entrevista per promocionar la segona temporada d'Herois, Ventimiglia va confirmar la seva relació amb Panettiere. Aquesta relació es va acabar el febrer del 2009. Actualment, Panettiere manté una relació sentimental amb el boxejador ucrainès Vladimir Klitstxko.

### Activisme
A part de fer-se vegetariana, el primer acte que va realitzar va ser l'afiliació a l'associació Ronald McDonald House Charities i actualment forma part del seu consell de celebritats, anomenada Friends of RMHC.
L'octubre de 2007, Panettiere es va unir a l'associació Sea Shepherd per lluitar contra la caça de dofins a Taiji, Wakayama (Japó). L'actriu va estar involucrada en les confrontacions amb els pescadors japonesos. Al mes següent va ser guardonada amb el premi "Compassion in Action Award" per l'associació PETA per la seva col·laboració a aturar la caça de dofins al Japó. No obstant això, degut a aquests fets, molts mitjans japonesos van criticar la seva labor declarant que es tractava d'una ofensa contra la seva cultura.
El 28 de gener de 2008, Panettiere entregar una carta de protesta a l'ambaixador noruec dels Estats Units argumentant que Noruega hauria d'aturar la caça de balenes, i seguidament va fer el mateix per l'ambaixador del Japó. El maig del mateix any, Panettiere va participar en una subhasta benèfica d'eBay per SaveTheWhaleAgain.com. La subhasta incloïa tiquets per a un sopar per recaptar fons en el restaurant Beso de Hollywood que pertany a Eva Longoria Parker, i fer un tour per veure les balenes a Santa Barbara al costat de Panettiere.
Durant la campanya per les eleccions a la presidència dels Estats Units de l'any 2008, Panettiere va simular amb un to satíric el seu suport a John McCain en un vídeo pel web "Funny or Die" demostrant la seva intenció de vot pel candidat Barack Obama.

## Carrera

### Interpretació
Hayden Panettiere va començar a fer de model a l'edat de quatre mesos i va aparèixer en un anunci de publicitat per l'empresa de joguines Playskool als onze mesos. Amb cinc anys ja va començar a treballar a la televisió en diverses sèries com One Life to Live (1994-1997) o Guiding Light (1996-2000). En aquesta última, el personatge que interpretava Panettiere lluitava per superar una leucèmia i la sèrie va rebre un premi "Special Recognition Award" de l'associació Leukemia & Lymphoma Society per conscienciar al públic de la seriositat d'aquesta malaltia. Posteriorment també tenir un paper secundari en la sèrie Ally McBeal sent la filla de la protagonista i va aparèixer com a artista invitada en Law & Order: Special Victims Unit.

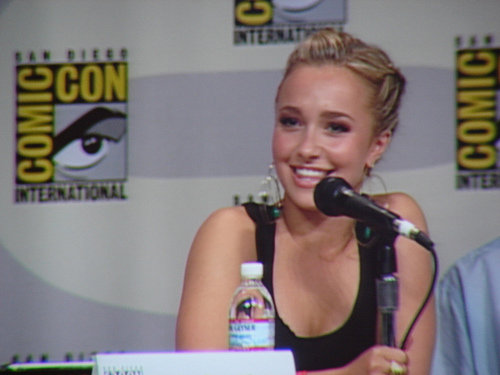
Panettiere al Comic-Con de l'any 2007.

L'any 2006 va començar a treballar en la sèrie de televisió Herois de la NBC interpretant a Claire Bennet, paper amb el qual ha aconseguit popularitat arreu del món. El seu personatge és una animadora d'institut que té el poder sobrenatural de regenerar-se en segons. Degut al seu paper a Herois, es va convertir en una invitada habitual al circuit de convencions sobre la ciència-ficció i assistir a diverses convencions a tot el món durant el 2007, incloent GenCon, New York Comic-Con i Fan Expo Canada.
Durant la seva carrera d'actriu ha aparegut en nombrosos llargmetratges, encara que la majora són per la televisió i no han arribat al cinema. Alguns dels papers o col·laboracions més importants que ha realitzat han estat per l'empresa Disney. Per exemple, va doblar el personatge de Dot en la pel·lícula d'animació A Bug's Life de Pixar, paper pel qual va estar nominada als premis Grammy l'any 1999. També va tenir un paper com a filla de l'entrenador en la pel·lícula Remember the Titans del 2000 i va participar en Bring It On: All or Nothing, seqüela de Bring It On, interpretant una animadora novament. Respecte als papers que ha interpretat, Panettiere va admetre que les seves opcions eren limitades per aconseguir nous papers, ja que tothom la veia com "l'animadora popular" o "la rossa". Posteriorment va participar en el doblatge de la saga de videojocs Kingdom Hearts per PlayStation 2 posant la veu del personatge Kairi.
El juny de 2007 va canviar d'agència de representació abandonant United Talent Agency per signar amb William Morris Agency. La revista Forbes va estimar els seus guanys de l'any 2007 en més de dos milions de dòlars.
Des de 2012 protagonitza Nashville, com l'estrella del country Juliette Barnes.

### Música
Gran part de la carrera com a cantant de Panettiere ha estat dedicada a gravar cançons per les bandes sonores d'algunes pel·lícules, sovint de la Disney, fins que s'ha decidit a gravar el seu propi àlbum de música. Va començar amb "A Bug's Life Read-Along" per la pel·lícula A Bug's Life, on va ser nominada als Grammys del 1999. Després també va gravar "My Hero Is You" per Tiger Cruise, "I Fly" per Ice Princess, "Try" per Bridge to Terabithia, "I Still Believe" per Cinderella III: A Twist in Time i també ha col·laborat en les compilacions Girlnext, Girlnext 2 i Disneymania 5. Finalment va decidir enregistrar un treball propi que ha culminat amb l'àlbum de debut anomenat Falling Down, que es posarà a la venda el febrer de 2009. El primer senzill és "Wake Up Call" i es va llançar de forma digital el 5 d'agost de 2008 amb l'estrena de Candie.

### Publicitat
Tot i la seva edat, ja té molta experiència en la publicitat, ja que ha participat en més de 50 anuncis publicitaris. A finals del 2006, Panettiere es va convertir en la cara de la nova campanya de publicitat mundial de l'empresa de cosmètics Neutrogena, seguints els passos de Kristin Kreuk, Josie Bissett, Jennifer Love Hewitt, Mandy Moore, Mischa Barton, Gabrielle Union i Jennifer Freeman. A principis del 2007, Kohl's va anunciar que Panettiere seria la següent cara de Candie's, succeint a Fergie, Hilary Duff i Kelly Clarkson.

## Filmografia
| Any       | Títol                                                | Paper                                                    | Dades                            |
| --------- | ---------------------------------------------------- | -------------------------------------------------------- | -------------------------------- |
| 1994-1997 | One Life to Live                                     | Sarah "Flash" Roberts                                    | Sèrie de televisió               |
| 1996-2000 | Guiding Light                                        | Lizzie Spaulding                                         | Sèrie de televisió               |
| 1998      | A Bug's Life                                         | Dot (veu)                                                | Pel·lícula d'animació            |
| 1998      | The Object of my                                     | Mermaid                                                  | Pel·lícula d'animació            |
| 1999      | Too Rich: The Secret Life of Doris Duke              | Doris Duke (jove)                                        | Minisèrie                        |
| 1999      | Missatge en una ampolla                              | Nena en el vaixell enfonsat                              |                                  |
| 1999      | If You Believe                                       | Susan "Suzie" Stone (jove) Alice Stone (neboda de Susan) | Televisió                        |
| 2000      | Remember the Titans                                  | Sheryl Yoast                                             |                                  |
| 2000      | Dinosaure (Dinosaur)                                 | Suri (veu)                                               | Pel·lícula d'animació            |
| 2001-2002 | Ally McBeal                                          | Maddie Harrington                                        |                                  |
| 2001      | Joe Somebody                                         | Natalie Scheffer                                         |                                  |
| 2001      | Law & Order: SVU                                     | Ashley                                                   | 1 episodi (Abuse)                |
| 2001      | El misteri del collaret (The Affair of the Necklace) | Jeanne St. Rémy de Valois (jove)                         |                                  |
| 2003      | Normal                                               | Patty Ann Applewood                                      |                                  |
| 2003-2005 | Malcolm in the Middle                                | Jessica                                                  | Sèrie de televisió               |
| 2004      | Lies My Mother Told Me                               | Haylei Sims                                              | telefilm                         |
| 2004      | The Dust Factory                                     | Melanie Lewis                                            |                                  |
| 2004      | Raising Helen                                        | Audrey Davis                                             |                                  |
| 2004      | Tiger Cruise                                         | Maddie Dolan                                             | telefilm                         |
| 2005      | Ice Princess                                         | Gen Harwood                                              |                                  |
| 2005      | Heroi de ratlles (Racing Stripes)                    | Channing Walsh                                           |                                  |
| 2005      | Law and Order: Special victims Unit                  | Angela Agnelli                                           | 1 episodi (Hooked)               |
| 2006      | Brint It On: All or Nothing                          | Britney Allen                                            |                                  |
| 2006      | The Architect                                        | Christina Waters                                         |                                  |
| 2006      | Mr. Gibb                                             | Allyson "Ally" Palmer                                    |                                  |
| 2006      | Commander in Chief                                   | Stacy                                                    | 1 episodi (Wind Beneath My Wing) |
| 2006-2010 | Herois                                               | Claire Bennet                                            | Sèrie de televisió               |
| 2007      | Shanghai Kiss                                        | Adelaide Bourbon                                         |                                  |
| 2007      | Diary of a New Girl                                  | Hannah Rochelle (veu)                                    |                                  |
| 2008      | Fireflies in the Garden                              | Jane Lawrence (jove)                                     |                                  |
| 2008      | Scooby-Doo and the Goblin King                       | Princesa Fairy Willow (veu)                              |                                  |
| 2009      | I Love You Beth Cooper                               | Beth Cooper                                              |                                  |
| 2010      | When a Stranger Calls 2                              | Jill Johnson                                             |                                  |
| 2010      | Alpha and Omega                                      | Kate (veu)                                               |                                  |
| 2010      | Naomi and Ely's No Kiss List                         | Naomi                                                    |                                  |
| 2010      | Hoodwinked 2: Hood vs. Evil                          | Red Puckett (veu)                                        |                                  |
| 2012-2018 | Nashville                                            | Juliette Barnes                                          | Sèrie de televisió               |

## Discografia

### Àlbums
| Any  | Nom          | Dades |
| ---- | ------------ | ----- |
| 2009 | Falling Down |       |

### Senzills
| Any  | Cançó                              | Posicions en llista | Posicions en llista | Àlbum                                     |
| Any  | Cançó                              | US                  | US Pop              | Àlbum                                     |
| ---- | ---------------------------------- | ------------------- | ------------------- | ----------------------------------------- |
| 2008 | "<<Wake Up Call>>"                 | 125                 | 97                  | Falling Down                              |
| 2012 | Telescope                          |                     |                     | The Music of Nashville: Season 1 Volume 1 |
| 2013 | Fame (duet with Richard Madenfort) |                     |                     | només descarregueu                        |
| 2013 | Hypnotizing                        |                     |                     | The Music of Nashville: Season 1 Volume 2 |
| 2014 | Crazy (traditional version)        |                     |                     | només descarregueu                        |
| 2014 | White Christmas                    |                     |                     | Christmas With Nashville                  |
| 2015 | Crazy (duet with Steven Tyler)     |                     |                     | The Music of Nashville: Season 4 Volume 1 |

### Bandes sonores i compilacions
| Any  | Nom                               | Treball                                         |
| ---- | --------------------------------- | ----------------------------------------------- |
| 2004 | Someone Like You (Ft. Watt White) | The Dust Factory                                |
| 2005 | My Hero Is You                    | Tiger Cruise                                    |
| 2005 | I Fly                             | Ice Princess                                    |
| 2006 | You New Girlfriend                | Girl Next Vol.1                                 |
| 2007 | I Still Believe                   | Cinderella III: A Twist in Time                 |
| 2007 | Try                               | Music from and Inspired By Bridge to Terabithia |
| 2007 | Cruella de Vil                    | Disneymania 5                                   |
| 2007 | Go to Girl                        | Girl Next Vol.2                                 |
| 2007 | Home                              | Shanghai Kiss                                   |

### Videos musicals
| Any  | Cançó                   | Director          |
| ---- | ----------------------- | ----------------- |
| 2004 | "My Hero is You"        |                   |
| 2004 | "Someone Like You"      |                   |
| 2005 | "I Fly"                 |                   |
| 2006 | "I Still Believe"       |                   |
| 2008 | "Wake Up Call"          | Chris Applebaum   |
| 2011 | "I Can Do It Alone"     |                   |
| 2012 | "Telescope"             | TK McKamy         |
| 2013 | "Fame"                  | Richard Madenfort |
| 2013 | "The Fabric of My Life" | Pam Thomas        |

2011	Scream 4	Kirby Reed	
Hoodwinked Too! Hood vs. Evil	Red Riding Hood (veu)	Filmed in 2009
Amanda Knox: Murder on Trial in Italy	Amanda Knox	Lifetime network film
2012	Kingdom Hearts 3D: Dream Drop Distance	Xion (veu)	Video game
The Forger	Amber	Filmed in 2009
Nashville	Juliette Barnes	Upcoming series
Punk'd	Herself / guest host	Season 9, episode 3